# Karl Johann Gottfried Wachholtz
Karl Johann Gottfried Wachholtz (* 14. April 1892 in Neumünster; † 20. Juli 1962 ebenda) war ein deutscher Verleger.

## Leben und Wirken
Karl Johann Gottfried Wachholtz stammte aus einer Familie, die von Pommern nach Eutin gezogen waren. Der Großvater hatte als Goldschmied gearbeitet. Sein Vater Gustav Johannes Wachholtz (* 24. Juli 1858 in Eutin; † 19. Oktober 1945 in Neumünster) galt als ungewöhnlich kluger und weitsichtiger Geschäftsmann, der unter anderem dem Aufsichtsrat des Bankvereins für Schleswig-Holstein angehörte. Er produzierte seit 1896 Buntpapier und war Inhaber der Firma Gottfried Möller Söhne in Neumünster. Er war verheiratet mit Marie Luise, geborene Ströhmer (* 9. Juni 1865; † 23. Juli 1939 ebenda).
Wachholtz besuchte die Holstenschule in Neumünster und absolvierte eine Ausbildung in der Papierbranche in Hamburg. Danach lernte er drei Semester an den Handelshochschulen Münster und Berlin. Während des Ersten Weltkriegs kämpfte er ab 1914 als Freiwilliger und war bei Kriegsende Offizier. Am 1. Mai 1919 erwarb er von seinem Vetter Robert Hieronymus die Hälfte des Holsteinischen Couriers, verbunden mit der Verpflichtung, die Geschäfte des Verlags zu führen. Im Folgejahr erwarb er auch die andere Hälfte der Anteile.
Am 7. Januar 1920 heiratete Wachholtz in Münster Ilse Margarethe Karoline Spangenberg (* 18. Mai 1896 in Neumünster), deren Vater Carl Heinrich Georg Spangenberg ein Gymnasialdirektor war. Das Ehepaar hatte den Sohn Ulf und zwei Töchter, von denen Dörte den Unternehmer Hermann Marsian heiratete.
1923 legte Wachholtz den Courier mit der „Niederdeutschen Rundschau“ und dem „Tagesblatt für den Kreis Bordesholm“ zusammen. 1927 kam der „Generalanzeiger“ hinzu. Die zugekauften Blätter erschienen noch einige Zeit als Kopfzeitungen. Der „Holsteinische Courier“ gewann dadurch derart viele neue Leser, dass moderne Druckpressen und größere Räumlichkeiten notwendig wurden. Wachholtz erkannte die geschäftlichen Bedürfnisse und Ansprüche der Gegenwart. Er baute den Zeitungsverlag nicht nur aus, sondern veränderte sofort den inhaltlichen Charakter des Blattes. Neben der technischen Modernisierung griff er selbst auch inhaltlich ein mit dem Ziel, dem Blatt einen stärkeren Bezug zu Schleswig-Holstein zu geben. Aus diesem Grund holte er Ferdinand Zacchi als Hauptredakteur der Zeitung.
Da in Schleswig-Holstein seinerzeit kein namhafter Verleger existierte, entschied sich Wachholtz, einen entsprechenden Geschäftszweig zu etablieren anzubieten. Er gab Zacchis Romane heraus, die zuvor beim Bordersholmer Verlag Nölcke erschienen waren, übernahm von der Kieler Buchhandlung Lipsius & Tischer die „Heimatgeschichte“ von Hoff sowie vom Verlag Handorf „Das Gesicht der Heimat“ von Theodor Möller.
1924 unterbreitete Wachholtz dem Kieler Otto Mensing das Angebot, dessen Schleswig-Holsteinisches Wörterbuch auf eigenes Risiko zu verlegen. Das Werk entwickelte sich zu seinem erfolgreichsten Buch. Für die Subskription fand er 2500 Kunden und machte damit einen großen Gewinn. Aufgrund des damit verbundenen Ansehens erhielt er nach kurzer Zeit viele Angebote und galt als namhafter Verleger eines Wörterbuches. In der Folgezeit gab er viele weitere derartige Nachschlagewerke heraus.
Wachholtz legte die Schwerpunkte des Wachholtz Verlages auf die Vorgeschichte, Geschichte, Landeskunde Schleswig-Holsteins sowie niederdeutsche Sprache und Literatur. Wichtig dabei waren enge Kooperationen mit der „Gesellschaft für Schleswig-Holsteinische Geschichte“, dem Verein „Die Heimat“ und universitären Mitarbeitern im Fachbereich Vorgeschichte. In den 1920er Jahren eröffnete er in Hamburg eine Zweigstelle des Verlags, die sich insbesondere der niederdeutschen Sprache widmete. Aufgrund von Kapazitätsengpässen verlagerte sich der inhaltliche Schwerpunkt des Verlages, zum Bedauern Wachholtz’, von schöngeistigen Werken hin zu wissenschaftlicher Literatur.
Der Verein der Schleswig-Holsteinischen Zeitungsverleger wählte Wachholtz 1929 zum Vorsitzenden. Er übte dieses Amt bis 1933 aus und leistete danach Kriegsdienst, zuletzt als Major. Bei seiner Rückkehr nach Neumünster war das Verlagshaus komplett zerstört. Bis 1949, als er eine neue Lizenz für die Herausgabe des Couriers erhielt, druckte er Anzeigenblätter.
In der Folgezeit litt Wachholtz an einer fortschreitenden Lähmungskrankheit. Die letzten zehn Lebensjahre verbrachte er als Bettlägeriger und übergab die Leitung des Verlages an seinen Sohn Ulf. Wachholtz starb im Juli 1962 in seinem Geburtsort Neumünster.
Die Villa Wachholtz, sein früheres Wohnhaus, gehört heute zur Herbert-Gerisch-Stiftung.